# 典當業
典當業是向抵押私人物品（不動產除外）者提供資金周轉的行業。一般按抵押品的實際價值打折扣借錢，並約期贖回物品。

## 行業運作

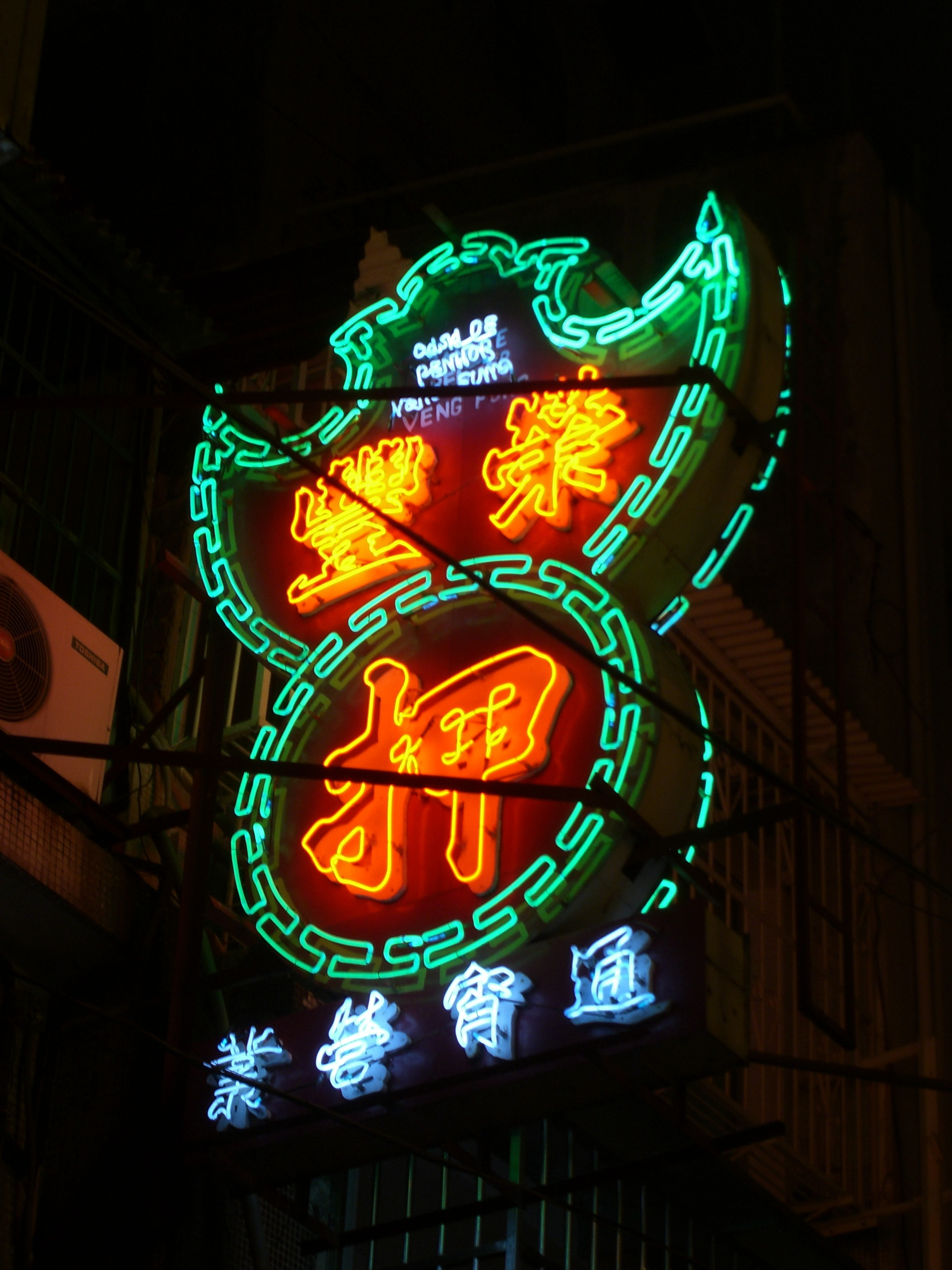
澳門當鋪「蝠鼠吊金錢」霓虹招牌

從事典當的人士稱為典當商，從事典當的地點一般稱為「當舖」、「押店」或「典當行」，在粵港地區又曾叫做「二叔公」，行業一般分為典、當、按、押四類，「典當」一詞就是從這四種的典和當而來。
首先，須要借款的人交抵押品由典當商估價，典當商以估價的某個百分比貸出款項，並在借單的限期內保管借方的財物。如果借者能夠償還借款並繳交手續費，就可以取回抵押品，反之典當商會沒收抵押品並變賣，也可以收買方式取得抵押品，然後即時賣出。
- 補充事項：香港當押業跟法例規定，定當押四個月為期滿，計算以農曆計算。四個月期內每月月息每百元三元五角起。當第四個月到期不贖或不清繳利息續期，押物即歸當舖方所有，即行發售。

- 例子：當借款客戶抵押押本為1000元，農曆第一個月內利息為35元。農曆第二個月內利息為70元。農曆第三個月內利息為105元。農曆第四個月內利息為140元。

- 當押流程：

1.客戶進入當舖內，出示押物及示意所需抵押金額後，當押業者會先監別貨物真偽，再按照二手市場價格比例作出估價，客戶選擇所需估價內金額抵押。按照法律規定，當押者必需出示身份證及報住宅地址作登記。
2.完成開票後，當舖會開出當票及押本給客戶，客戶抵押之物品會存入保險庫中存放。而客戶需取回貨物，必需帶同當票支付客戶已使用多少月份利息及押本，方可取回貨物。
3.如抵押客戶於四個月內，支付已使用月份利息。客戶可於付清已過月份的月息後，由即日計算起，重新開出新四個月當票。(又簡稱為續期)
4.而當押物超出第四個月期限後，當舖會即售賣貨物(貨物到達限期：斷當)。故抵押者必需留意到期期限日子。
為免接收賊贓，典當商通常應警察要求保留貨品一段時間，一般一年不等。業者指有一些地區規定借貸者須出示身份證明文件（例如香港需要出示居民身份證或護照），反而在eBay和跳蚤市場，由於貨物往來不受監管，買到賊贓的機會更高。
長期以來很多人相提並論典當與高利貸，但其實問題在於借款一方對行業不認識，或者看不懂借條。
- 傳聞補充「盡當」的由來，當時為麗的電視劇集拍攝有關角色當物借錢場景，唯當年資訊不流通及保安理由不在當舖拍攝，演員就自行演出說「盡當」，及演當押的演員說「九出十三歸扣除利息給你800元」。唯此場景流程戲份全為拍攝者構想，實際客戶只需說出所需押金，而且當押時也沒有扣除利息這做法。

- 「盡當」補充二，如實際客人到當舖，當舖職員問及客人所需金額時，客人只回「盡當」也沒有提供所需概括金額，職員會需要仔細評估押物價格以評定最高價格。

- 「盡當」補充三，其實盡當二字意思有暗指該當舖當價格沒有做盡，以及沒有提出價格給商家，略有所不禮貌貶意於當押商。另「盡當」亦當押流程中沒有任何幫助及作用。

其實為商家、客戶雙方便利，直接說所需價格當押商就會為你估算可否到達該價格。又或如需當押商評估，只需禮貌問說「幫忙看看價錢」就可以。
- 無線電視TVB同樣拍攝有關當舖劇集《當旺爸爸》，唯第一集出現的供客戶站高的梯級為錯誤。實際當舖的櫃檯如此高度是為保安理由，所以不會出現梯級供應。

- 鑑定真偽：當舖主要作用為借貸當押，性質不是鑑証業務，所以不會有鑑証真偽服務。因此不同當舖評估價格可升可跌，只可作為參考作用。

## 歐洲的典當業
歐洲的典當業，幾乎每一個地方長久以來都是一成不變的，直到英國置典當業於在一個完全不同的立足點上；但從英國與世界其他地區比較，後者比前者更為精工且相當麻煩，主要原因就是要確認借款人的身份證明。

西方通用的典當符號

在歐洲和其他西方國家，典當業以被帶子繫著的3個球為象徵。過去認為此個符號源於佛羅倫斯的美第奇家族：傳說該家族有一位被查理曼僱用的祖先，用三袋石頭殺死一個巨人，家族便此製作徽章以資紀念。後來家族因金融事業繁榮，其他人亦爭相仿傚。現在的說法是倫巴底商人發明了此個徽章，掛在店前作識別，而三個球原來是三枚金幣。
而典當業的主保聖人是聖尼古拉，因此亦有說法指3個球是他捐贈予貧者的3袋黃金。
古希臘和古羅馬時候的典當業已相當盛行，目前大部分相關法律源自羅馬時代。相反，猶太教、基督宗教和伊斯蘭教禁止對同信仰的人放債取利。有證據指天主教會曾准許方濟各會以濟貧目的放債，但取利多少仍為未知之數。
中古時代的意大利北部商業發達，基於不可向同信仰的人放款收息，猶太人獨佔了包括典當在內的金融業。故英語中典當的同義詞稱為（倫巴第，意大利中北部地區）。
在歐洲，有研究指超過2%的借款人任由當鋪使用法律上的最高利息計算，所以個別抵押的利率是經常地高。不論在私人或官立的當鋪，在利息和抵押品可能有瑕疵的情況，對於這些借款人來說典當總是昂貴的。

### 意大利典當業
意大利作為西方典當業的發源地，現在此等當押機構仍非常昌盛。按照行業慣例，典當業由一個委員會所管理，法規則偏向使用在羅馬一直所立的規條。
在當押的借款方面，金銀首飾可以抵押到80%的借款，其他物品則可借3份之2。利息則以每月5至7%計算，但不得超過5里拉。而當期則為6個月，且可續期最多5年，如果當期到期前兩星期內不進行續期，抵押品會被出售。當借款超過10里拉就需要付當中的1%的稅項給政府。
意大利的當鋪主要散佈在羅馬，且主要都是委員會的分支，法規中規定借款人在典當物品時支付一項「代理費」。而意大利亦存在一些私營當鋪，並須向警方納牌照，而他們的利息收費比較高。

### 英國典當業
英國典當業隨威廉一世而來。為了籌組攻打法國的軍費，英王愛德華三世（1338年）和亨利五世（1415年）先後以珠寶抵押。但典當業亦受到統治者打壓，當中包括了亨利七世。詹姆士一世更在登基那一年頒布了—這道法案到了1872年、維多利亞女王在位35年才廢除。法案針對在倫敦活動、從事假貨製造的典當商，他們以銷贓者論罪。

### 丹麥典當業
丹麥的典當業可追溯至1753年，當時的執政者給予當地的王室海軍醫院（Royal Naval Hospital）一個高利貸抵押的經營權，典當業就如此開始。當時法律定典當期為三個月，期滿後可以贖回或續期。1867年典當的法規被修改並擴展至今。現在所有丹麥的當鋪必須向所屬的自治市納牌照，並每年繳付少量牌照費方可繼續經營。
在當地的法律上，當押的利息計算是根據借款的多少而定利率，範圍只從6至12%作取捨，且借款不能低於7丹麥克朗。而抵押品的當期過後，如未被贖回或續期，當鋪更須儘快拍該等抵押品拍賣。

### 瑞典典當業
在瑞典並沒有特別的規章去規範典當行業，除了一份由斯德哥爾摩市的總督發出的文告──指不能接受懷疑是賊贓的典當品。現時瑞典許多當鋪是以公司集團式的經營，但仍有一些規模較小的當鋪營業，而大集團式的當鋪則較能給予高滿意度的服務。
在斯德哥爾摩，多年來公認為最適合的利率計算為10%。但每年典當商的都有較為嚴重的虧損，所以當鋪的行政費用相當高，且非常容易倒閉。在1880年，一所私營公司 Pant Aktie Bank（意思是「抵押保證銀行」）成立，接受傢具衣履以月利率每1瑞典克朗收3烏萊、黃金以收2烏萊、及銀和其他貴重物品以收1烏萊的利息計算的抵押。幾年後，這種利率的計算開始不為人所接受，因此計算方法隨即減半，而原先已存在的典當商亦跟隨調低利率。而現時的抵押月利率通常最多不超過每1瑞典克朗收2烏萊。
在瑞典的當期為三個月，且有兩個月的寬限期，但五個月後仍不贖回則會在嚴格的拍賣制度下拍賣典當品。
在挪威，每次抵押得須向警方申請，但如果抵押的借款太多則不會被接受。而利息計算亦不得超過標準。

### 德國典當業
德國的典當業 由每個州份或自治區的政府與一些私營企業合營。自1834年開始，「典當」此一行業的運作在德國被發現出來，之後不斷地由普魯士國家銀行（Prussian State Bank）局部提供典當服務，她所得到的利潤用作投資，而所得的當押利息則用於慈善用途。
現在德國典當行業的利率保持在12%左右，而當押的借款範圍則依這樣計算：
- 金：可借抵押品估值之約6分之5
- 銀：可借抵押品估值之約5分之4
- 普通物品：可借抵押品估值之約3分之2

而向公營當鋪典當物品借款則有以下條件：
- 最多可借150里拉（約100歐元）
- 可借抵押品估值之約80%
- 利率6%

這個計算方法由當地一班專業的估價者議定，而他們需對此規則的好壞得失負上責任。
在德國，行業定當期為六個月，六個月不贖回抵押品就會被出售。而經營當鋪的純利每年只有約1%。

## 美洲典當業

### 美國典當業

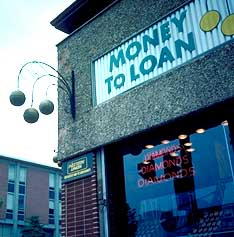
美國的當鋪，門前掛着「帶子繫三球」的符號

1928年，羅素·賽奇基金會估測，當時有授權的當鋪貸款利率為60%，而當時商業銀行的貸款率為13~35%。
美國的典當業，一般以相當多的法律條件限制，但是違法的行為時有發生。美國各個州份都有它自己的規章，但是紐約和馬薩諸塞州的可算是當中的代表。
在美國大部份地區中，當鋪的經營權通常是由當地的市長或市議員批准，但是在波士頓則是由警方負責批予。在紐約州，開設當鋪的納稅牌費為500美元，且當鋪開設者必須向當地的市長立約，並以 10,000美元作為保證金，及他自己和另外兩個人作為負責任保證人。
而當押的利息，標準的利率是以首半年每月3%，之後每月2%計算；不過，這個利率可以隨抵押款項的多少而有所變動，例如抵押款項超過100美元，利率就會分別改計成2%和1%。如果典當商調高利率超過此等標準，就會被視為違法。抵押物的典當期為一年，如果在一年後未被贖回就可能會被出售，但不得委外處理。在馬薩諸塞州當期則只有四個月。
在紐約，每 12,000名居民中就會有一家當鋪，而大多數當鋪的經營者是猶太人。在波士頓，當鋪每日須提供24個小時內接受的當押記錄給警方，包括每筆交易的小時，貸給款項多少等，其他城市也有相應法規。
後來因為真人實境紀錄片的普及，例如典当之星（拉斯維加斯）、拍卖精英（亞特蘭大）、Hardcore Pawn（底特律）等，除了紀錄典當業與拍賣業的日常運作，和顧客帶來物品的真偽和價值，也因為有些罪犯拿賊贓、贗品或殺人凶器到當鋪變賣，令當舖間接成為協助警方破案的重要地方。其實 Pawn America, 美國典當業的重要監控部門，已經推出電腦資料庫軟件，讓店員傳輸所有資料到電腦系統，讓警方也可以盡快搜尋資料，協助破案。但這種系統在網絡買賣網站不受限制。

## 亞洲典當業

### 中國大陆的典當業
中國大陆的當舖一般認為不遲於南北朝出現，當鋪在歷史上還有典舖、解舖、解庫、質庫、長生庫、抵當所等不同的稱呼，但典當活動卻早已盛行。漢代時，典當在民間非常普遍，當時司馬相如曾拿自己穿的袍子到集市上陽昌家裡去賒酒，有了錢以後再去贖它回來。現代意義上的當鋪卻是出現於南朝。
中國大陆的典當業以「蝠鼠吊金錢」為符號，蝠與「福」諧音，而金錢象徵利潤。當舖的櫃檯高於借款者，故後者需要舉起抵押品，故接待員稱為「朝奉」。在大門與櫃檯間有一木板稱為「遮羞板」，另外有「票檯」和「摺貨床」以進行交接手續；而當舖為多層樓房，用以儲存抵押品，而又因為典當業屬高風險行業，當舖建築亦有其要求。
典當業以前也供奉其他特有的行業神，即財神、火神、號神。號房內供奉火神、號神，一為求財，二為避免災禍，旨在對老鼠表示敬意，免得各種貴重毛皮、衣料、綢緞、布匹遭受破壞；供火神防止發生火災。
自中华人民共和国成立後，典當業被視為剝削人民的活動，而且涉及官商勾結而被禁止。30年多後，當舖才重新出現。而在同属社会主义国家的蘇聯並未消失，只是被國有化而已。

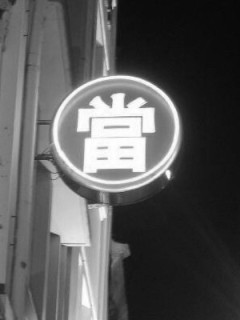
新加坡當舖的「當」字招牌，在港澳地區已不存在這類當鋪

中国大陸在1949年中华人民共和国成立前，典當業非常興盛。全盛時期，單在北京就有300多家。1949年後，典當業完全停頓。
1987年12月，「成都市華茂典當服務商行」在成都正式掛牌營業，成為當時在新中國成立後中国大陸的第一家典當行。1988年，遼寧、山西、廣州、上海等地均陸續出現了典當行，而北京第一家典當行「金寶典當行」到1992年底也開始試營業。

### 港澳典當業

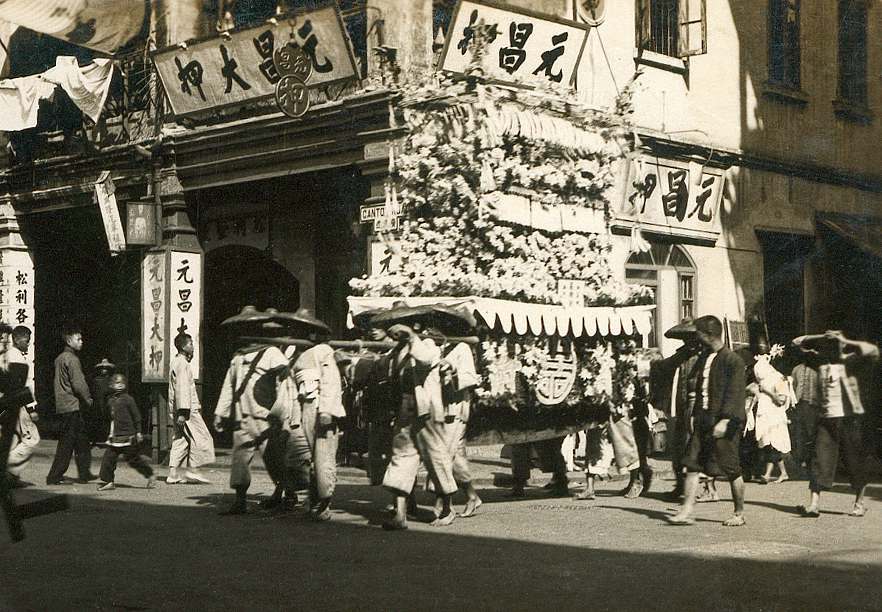
香港1930年代廣東道一押舖

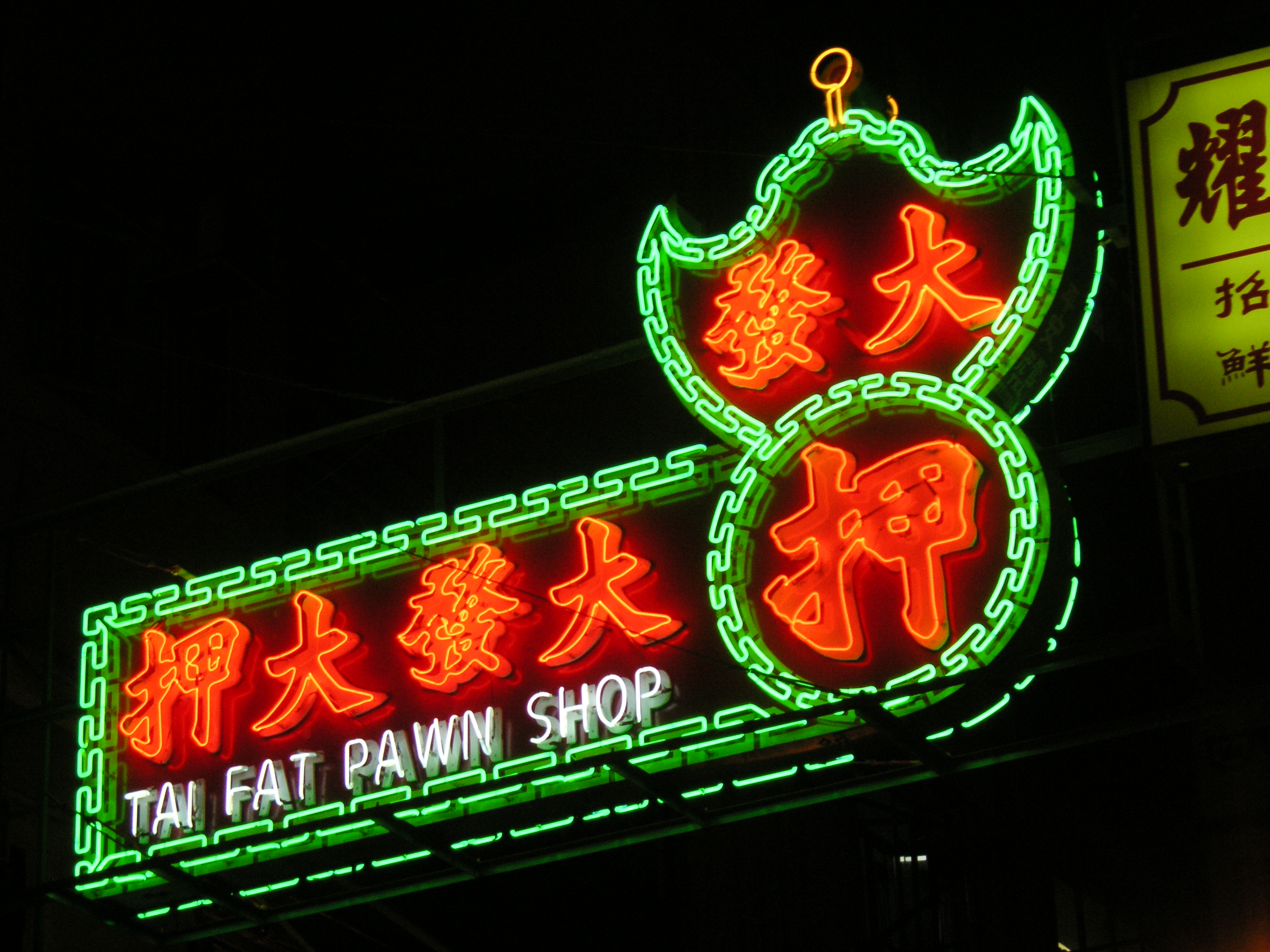
香港的押店

港澳的典當業全盛時期可以分為「當」、「按」和「押」三種，其中「當」已消失多時。三者中以「當」的經營資金及規模最大及最雄厚，「按」的經營資金則次之，「押」的資金最小。以下為三種典當模式的比較：
- 當：經營資金及規模最大，當期最長三年，月息每借出一兩（司馬兩，37.5克）銀收三分（1.125克）銀。
  - 行內更有規定「逢冬減利」，即是每逢冬季（十月至十二月）內會免收一個月利息。
- 按：經營資金及規模比「當」稍小，當期最長兩年，月息每借出一兩銀收三分銀，沒有「逢冬減利」例。
- 押：經營資金及規模在三者中最小，當期最長四個月（包括三個月正常當期及一個月續期），月息每借出一兩銀收一錢（3.75克）銀，沒有「逢冬減利」例。
  - 如以港幣計算月利率約為11%。

現時港澳地區主要採用「押」的模式經營。
業內還有一個習俗，就是「當嬰兒」（又稱「當人」），這是因為一些父母害怕所生的嬰兒不長大，故有此舉以保小孩平安。由當嬰的父母，先與當鋪聯繫妥當。屆時抱嬰兒到押店，從櫃檯左邊窗口將嬰兒送入，由當鋪的朝奉接住，再送到店主神檯叩拜祭祀後由票檯在四方紅紙的「假當票」上寫上「根基長養、快高長大」八個字，蓋上掛角印，再在嬰兒的衣衫上蓋印，由朝奉將嬰兒從右邊窗口交還給他父母，最後當嬰父母給朝奉送上紅封包。整個「當贖」過程便告完成了。

#### 香港典當業
香港第一家合法當鋪建於1926年，因為當年香港政府才為當鋪立法。二次大戰後香港典當業進入興盛時代。現有大約250家當鋪。當鋪的顧客貧富皆有，近年甚至有外籍傭工光顧。
現在香港典當業受《當押商條例》等香港法例所規管。
依照港九押業商會的合約規定，香港的當舖之月利率為3.5%，一經抵押，就可以在四個農曆月內清還本利和以贖回物品，否則抵押品就會歸當舖所有。不過，在四個農曆月後，抵押者可以藉清還利息以將抵押期延續四個農曆月，抵押期可以藉這種形式延續無限次。所有典押品，即使價值不菲，店員只能出價HK$100,000。

#### 澳門典當業
澳門的典當業與賭博發展息息相關。昔日的當鋪集中於新馬路、庇山耶街、清平直街、板樟堂等地，八、九十年代則集中於火船頭街、新馬路及約翰四世大馬路，現在則集中於新口岸和葡京酒店一帶；此現象均顯示出澳門的當鋪均集中在最繁盛和最接近賭場的地區。
「押」的利息雖然比「當、按」為高，但抵押物品所得的金錢較多，因此成為賭徒或急需現款的人士經常光顧的地方。抵押的物品一般是手錶、首飾、墨水筆等，這種現象與今天的按押店所受的抵押品不相伯仲。
由於澳門的賭場均為24小時營業，所以不少澳門押店都跟隨賭場的營業時間，而招牌下面都註明了「通宵營業」的字眼，以表明會在整個晚間營業。而又因為過去往澳門的賭客大都來自香港，為了方便港客，一些當鋪還設了「澳門押，香港取」的特別經營方式，這些押店與香港的押店有聯繫，只要顧客要求，便有專人送到鄰埠的押店去，讓客人贖物。但要享用此等服務，是要額外加收手續費。而提供此項服務的當鋪，門側會寫上「港九取贖」的字眼，有些甚至在招牌旁邊再強調標明「可往港取貨」，以示押客可在押商所委託的香港押店贖回押品。2003年3月21日，一間以典當業為主題的博物館──典當業展示館正式開放。

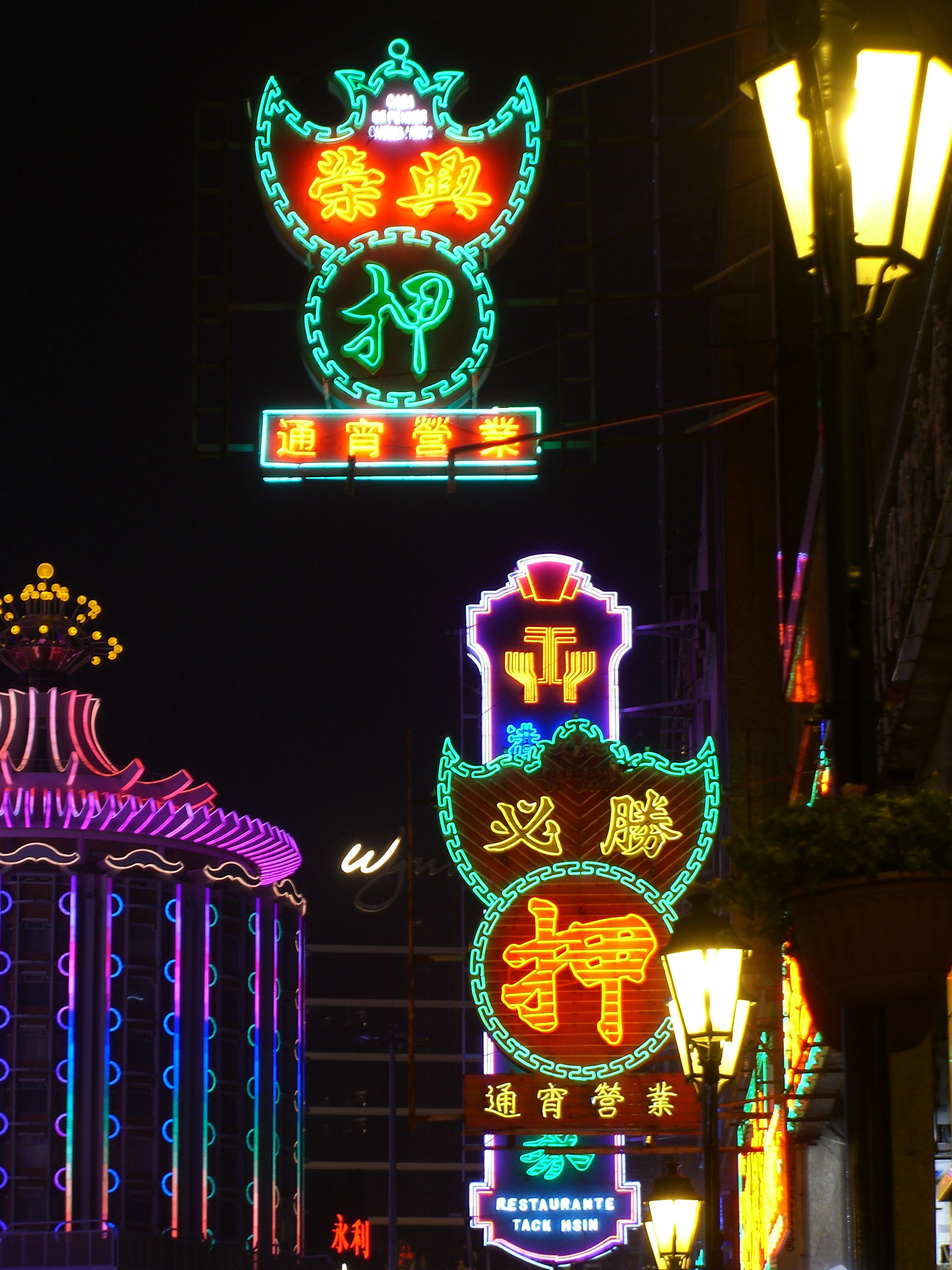
葡京酒店附近的當鋪，招牌都帶有「通宵營業」字樣
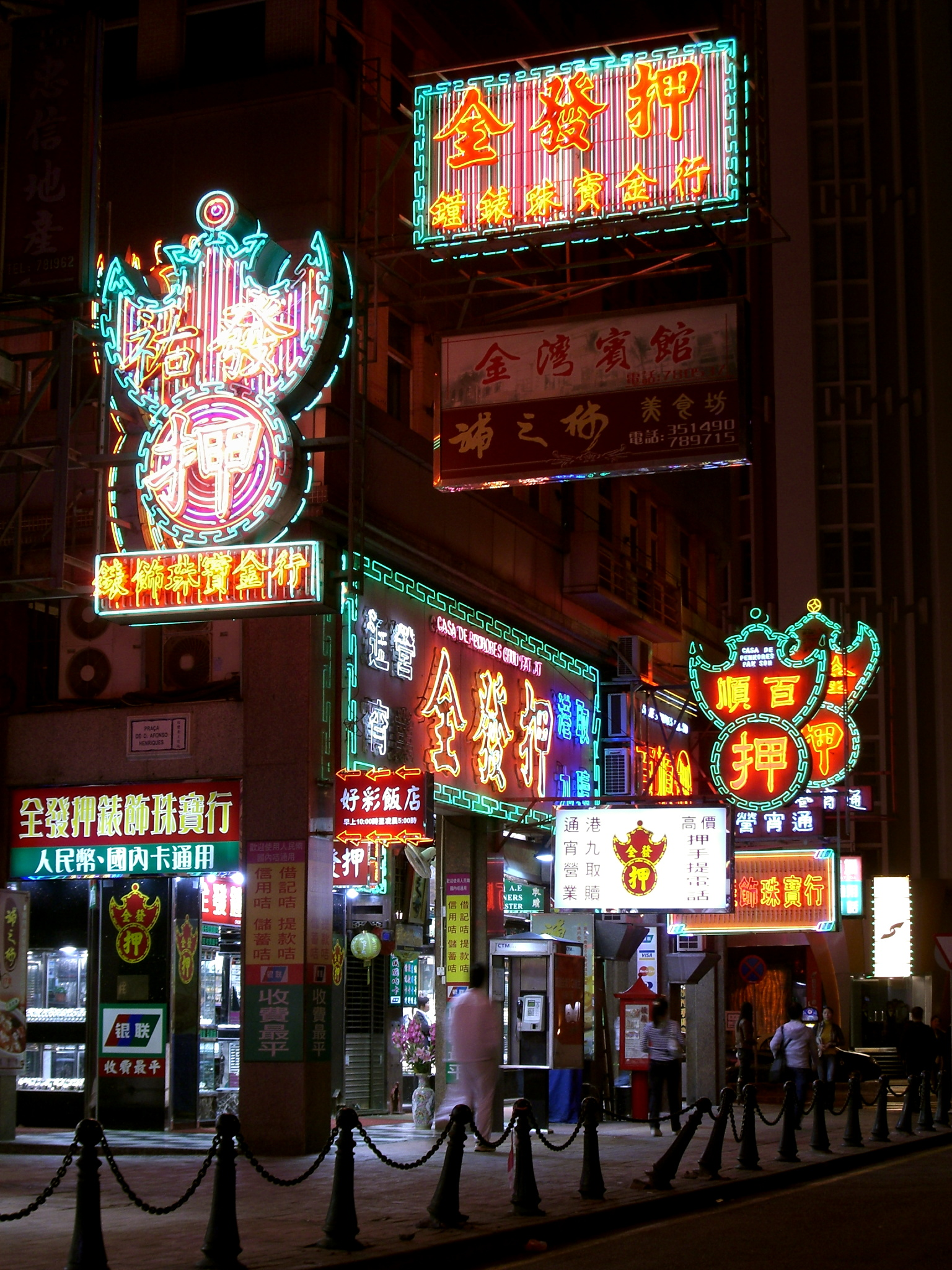
在葡京酒店附近的當鋪

香港和澳門地區典當業中有一些特別的術語，列舉如下：
職位
- 司理──當鋪經理，管理當舖內的財務如籌劃資金、增減資本、監督帳目等，為當舖中的頂頭大夥計、部分為股東兼任。
- 朝奉──通稱二叔公，在當舖鑑別估價的人。由於櫃檯高，來當物的人要將物品高舉給店員好像 「上朝奉聖」般，「朝奉」這個名稱可能由此而來。
- 票檯──在大當大按中，負責填寫當票及當簿登記等事務的人。成交後，一般朝奉以口唱，票檯聽錄方式進行。
- 摺貨──負責抵押物的包裹、保管及掛竹牌作標記等的工作。他們包裹衣服時，一般要求折疊整齊、捆紮結實，做到小而緊，以節省所佔貨架的面積。
- 追瘦貓──此職位除要負責「摺貨」，當顧客來當物或贖物時，包好抵押物放到貨架或從貨架取回給客人。
- 後生──即打雜，是未滿師的學徒。
- 將軍──即是伙頭，負責店內員工膳食，閒時亦要協助當鋪內的一些雜務。

當鋪設施
- 遮羞板──俗稱遮醜板，進門後的大屏風，使街上行人見不到店內的情況。
- 馬紙──即是號碼牌，是繫在押物上的紙條，以便日後在貨倉尋找。
- 碼房──麻將館內開設的押物房，由當鋪派人主持。
- 月曆──指農曆。由於農曆比西曆的計算是每月少一至兩日，而過了一日就要多付一個月利息。

其他
- 出質──典當物品之動作。典物者叫出質人，此名稱現為法律上採用。
- 落碼──在麻將館內，賭徒將身上物品典當（即「落」），以換取現金或籌碼（即「碼」） 。
- 雜架──指鐘、古玩等物品，起源於1930年代。
- 斷當──又稱「當斷」，典當品於典當後都會有一個限期予出質人贖回，但於限期到期仍未贖回典當品，該等物品將被視為「斷當」。
- 流當品──逾期未贖回的典當品。典當限期過後流當品便會歸當鋪所有，一般都不能再贖回。
- 大耳竉──俗寫為大耳窿，起源於香港開埠，他們會放硬幣在耳孔，示意有錢貸給人，因此稱為大耳竉。現在指放高利貸的人。南洋地區稱放高利貸的人為「阿竉」，名稱可能由此而來。
- 種蟲友──專門在物品上做手腳，然後向當舖騙取金錢的騙子。
- 九出十三歸──從前當舖收取的利息計算方法。即典押品值十元，但實際只貸出九元，但贖回的本利和卻要十三元（即大約44.44%利息）。但現已不復存在。
- 雷公轟──指「九出十三歸」的押物利息如同雷公轟般可怕。

### 台灣的典當業

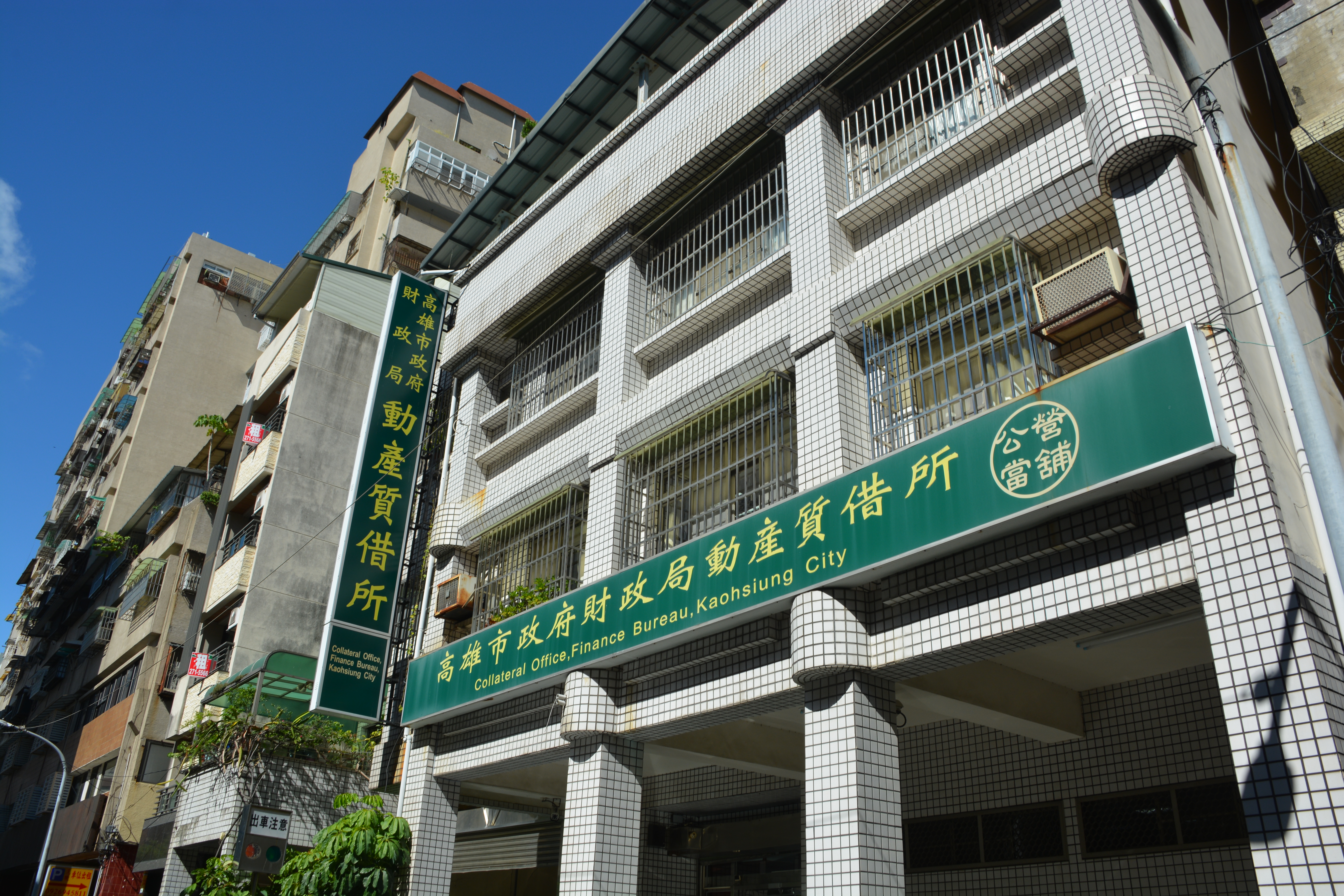
公營當舖「高雄市政府財政局動產質借所」

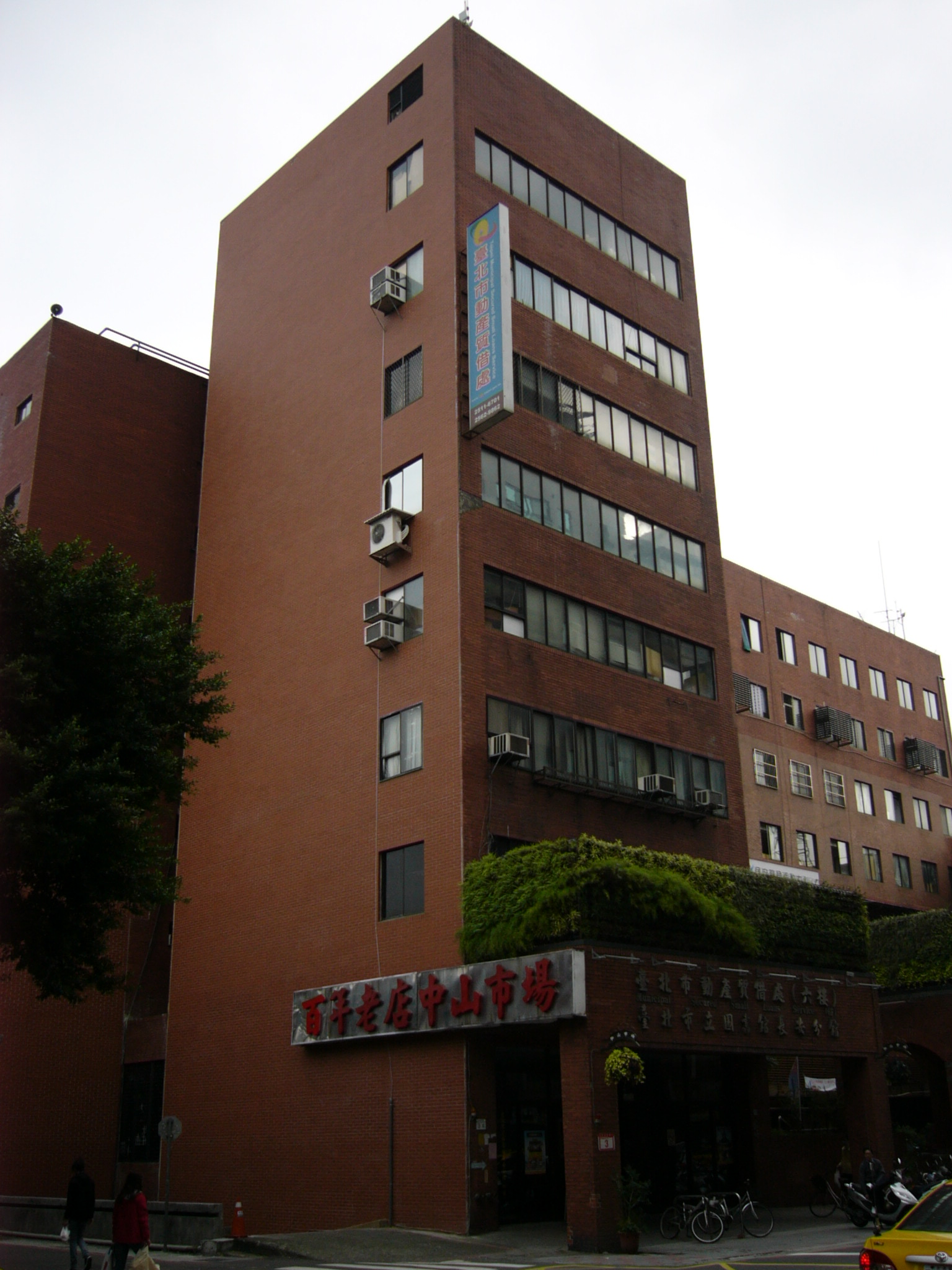
台北市動產質借處總處位於台北市中山市場6樓

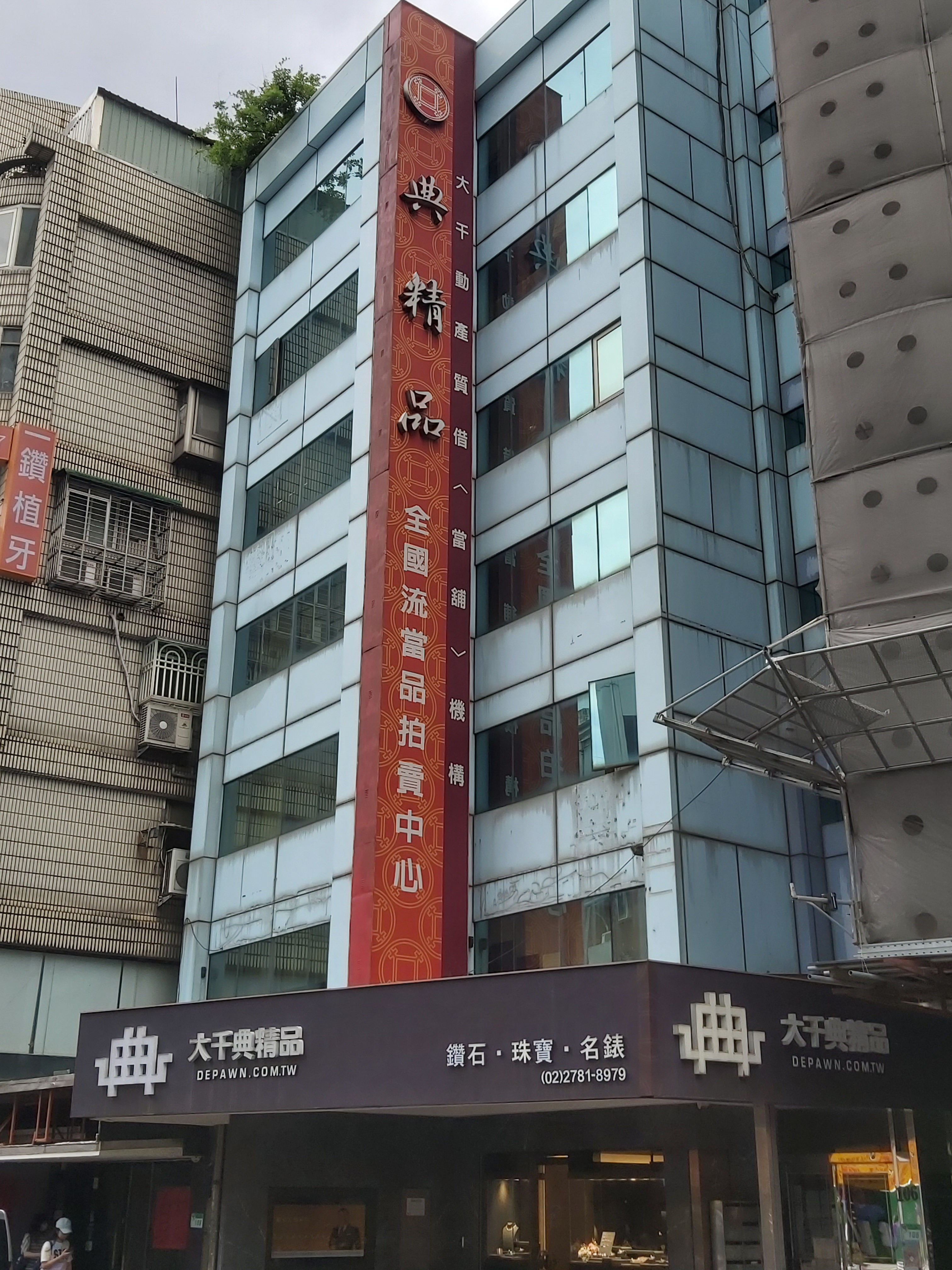
由臺灣鑑價聞人秦嗣林成立於1977年的「大千典精品」當舖於延吉街的店址

台灣當鋪的招牌，多半是藍色或黑色為底色，寫著紅色的「當」字，外面加上紅圈。接受典當的物品通常是貴金屬、鑽石、名錶、珠寶，也有接受古玩、名牌包或奢侈品的。部份當鋪也接受汽車及機車做為典當物（稱為「汽車當舖」），典當方式稱為汽車借款、機車借款。逾期未贖回的典當物稱為「流當」，流當品通常會由當鋪自行拍賣或是委外處理。除了民營當鋪外，有部份的地方政府也經營公營的典當業，稱為「動產質借處」。
在台灣，現代化的典當業可追溯至日治時期，至1949年中華民國政府遷台，除了軍公教外，許多外省人來台時無以維生，多以隨身攜帶的黃金、白銀、寶石、首飾等，向當舖融資，以維生計。故而典當業鼎盛，月利率通常是20%至23%，甚至30%。1952年間台灣政府鑑於民營當鋪利息太高，即以公函命令各縣市政府籌設公營當鋪，以扶助平民生活資金的週轉，採取以物品質押方式辦理低率放款。台北市政府因而成立城中（台北市中心）、城西（萬華）、城北（大稻埕）及城南（古亭）等四處公營當鋪，於同年開始對外營業；台北市政府的公營當鋪就是現在的台北市動產質借處。。
台灣的當舖為特許行業，非經申請發給營業許可執照者不得營業。當舖業除收取月息（以年利率為準，最高不得超過30%）並得酌收棧租費及保險費外，不得以任何理由收取其他費用。前項棧租費及保險費之最高額，合計不得超過收當月息5%。目前政府依《當舖業法》管理當舖業者，立法院已於2009年制定《當舖業法》全文三十八條。台灣早期當舖業依內政部、經濟部會銜訂定發布《當舖業管理規則》（已廢止）管理。

## 外部連結
- 當鋪的前世今生
- 從戰後當鋪的發展看香港的經濟民生
- 香港電台電視部 1977年，《獅子山下 - 押》